# Pseudhirundo griseopyga
Pseudhirundo griseopyga е вид птица от семейство Лястовицови (Hirundinidae), единствен представител на род Pseudhirundo.

## Разпространение
Видът е разпространен в Ангола, Бенин, Ботсвана, Буркина Фасо, Бурунди, Габон, Гана, Гвинея, Екваториална Гвинея, Етиопия, Замбия, Зимбабве, Камерун, Демократична република Конго, Република Конго, Кения, Либерия, Малави, Мали, Мозамбик, Намибия, Нигерия, Руанда, Сиера Леоне, Судан, Свазиленд, Танзания, Уганда, Централноафриканската република, Южна Африка и Южен Судан.